# Skropliny
Skropliny (zwane często kondensatem) to ciecz powstała ze skroplenia dowolnego gazu. Przykładem skroplin jest rosa i woda na lustrze w łazience.
Skroplenie pary wodnej i uzyskanie kondensatu w siłowniach parowych jest konieczne z uwagi na wytwarzanie próżni w kondensatorze turbin kondensacyjnych (dla osiągnięcia większej produkcji energii elektrycznej) lub odprowadzenia ciepła użytkowego w turbinach przeciwprężnych – ciepło skraplania wyrzucane jest w całości do otoczenia (w elektrowniach kondensacyjnych) lub jest wykorzystane do celów ciepłowniczych (w elektrociepłowniach). Pompa zasilająca pompuje skropliny poprzez wymienniki regeneracyjne do kotła parowego, gdzie następuje ich zamiana na parę.
Skropliny wydzielające się z pary mokrej w instalacjach grzewczych i maszynach parowych są odprowadzane np. za pomocą kurków odwadniających. Jeśli stopień suchości pary na ostatnich stopniach turbiny kondensacyjnej ma zbyt niską wartość, to konieczne jest odprowadzanie skroplin spływających po korpusie na zewnątrz turbiny (zwykle do skraplacza).
Skropliny w postaci rosy powstają z pary zawartej w powietrzu, gdy temperatura powierzchni spada poniżej temperatury punktu rosy otaczającego je powietrza. Jest zjawiskiem niepożądanym powodującym zawilgocenie budynków i konieczność odprowadzania np. spod pokrycia dachowego i klimatyzatorów. W niektórych krajach, np. Izraelu, woda pitna pozyskiwana jest w postaci skroplin z powietrza.
Skropliny są cieczą. Jeżeli temperatura powierzchni jest na tyle niska, że woda zamarza, to mamy do czynienia ze szronem albo szadzią.